# De Nederlanden van 1845 (bedrijf)

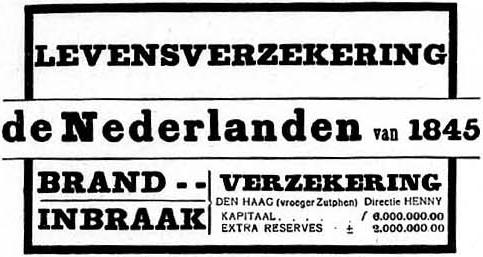
Advertentie uit 1914

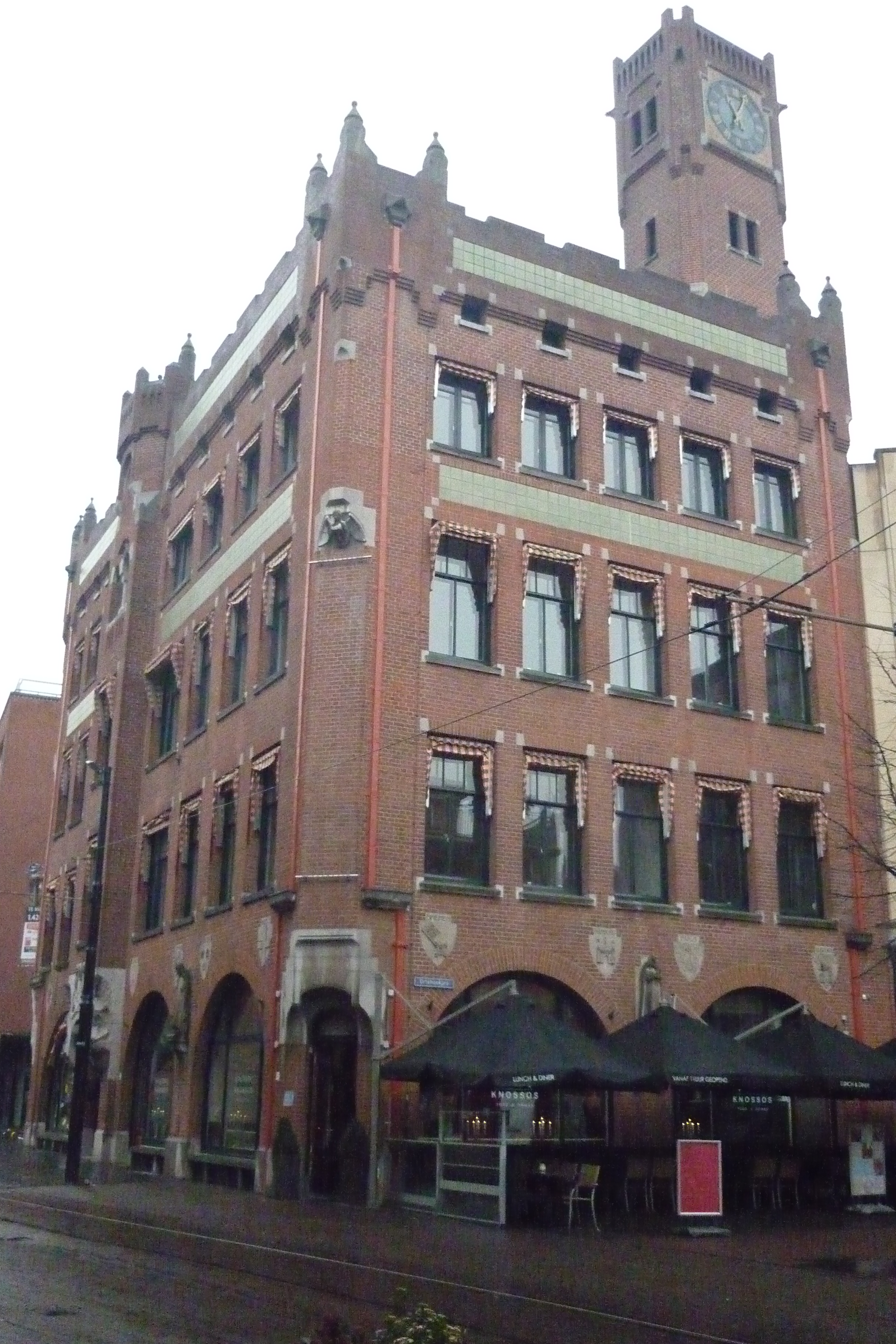
Kantoor aan het Kerkplein, Den Haag
gebruikt 1895-1927

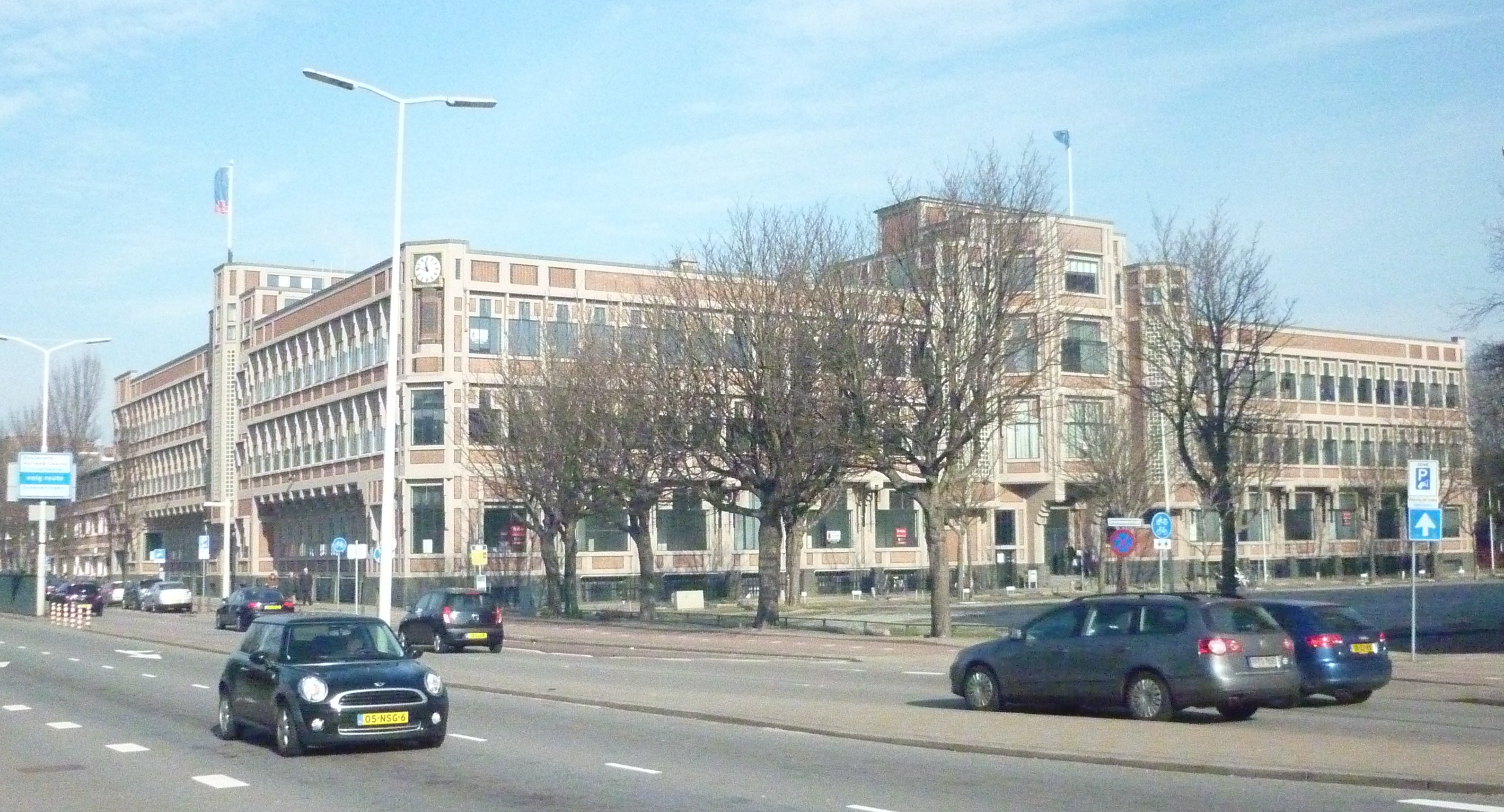
Kantoor Groenhovenstraat, Den Haag
gebruikt 1927-1995

De Nederlanden van 1845 was een Nederlands verzekeringsbedrijf, dat met de fusie met de Nationale Levensverzekering-Bank van 1963 opgegaan is in Nationale Nederlanden.

## Geschiedenis
Na de afsplitsing van België in 1830 ontstond in Noord-Nederland een verzekeringsvacuüm omdat de markt voor verzekeringen tot dan toe met name in Belgische handen was. Er ontstond dan ook snel een aantal maatschappijen die dat gat opvulden, onder meer de Nederlandsche Maatschappij van Brandverzekering te Tiel (1833). In Zutphen werkte als agent voor deze maatschappij Gerrit Jan Dercksen, samen met zijn neef Christiaan Marianus Henny. Ze hadden een aantal subagenten, en toen de Maatschappij die wilde opwaarderen tot (onafhankelijke) agenten kwamen zij in conflict met Dercksen, die daarom een eigen maatschappij oprichtte: de Assurantie Maatschappij tegen Brandschade (AMB).
AMB nam de zaken voortvarend ter hand en had al snel agenten in de grote centra van Nederland, Amsterdam en Rotterdam. Om een groter deel van de lucratieve verzekeringscontracten van de Nederlandsche Handel-Maatschappij (NHM) te verkrijgen richtten Dercksen en Henny een tweede maatschappij op, De Nederlanden van 1859, die als herverzekeraar voor de AMB optrad. Het bedrijf bleef gestaag groeien, onder meer door de overname van de verzekeraar Zekerheid geeft Rust, inclusief de klanten en de agenten.
Het voordeel van de splitsing woog in 1888 niet meer op tegen de hogere administratiekosten. De twee werden samengevoegd tot Assurantie Maatschappij tegen Brandschade De Nederlanden van 1845. Het bedrijf sloeg ook zijn vleugels uit naar het buitenland, waar het agenten wierf. In 1897 werd door Berlage een hoofdkantoor gebouwd aan het Kerkplein in Den Haag. Ondertussen was de zoon van Henny, Carel Henny, directeur van het bedrijf geworden en werden er onder zijn leiding "moderne" administratievormen ingevoerd (kaartenbakken voor klantengegevens, accountantscontrole).
Onder Henny werd De Nederlanden een belangrijke supporter van het vroege, baanbrekende oeuvre van de architect Berlage, die verscheidene kantoren in Amsterdam (Muntplein) en Den Haag bouwde, en aan de Scheveningseweg een villa voor Henny zelf. Al gauw werd het kantoor aan het Kerkplein te klein, en bouwde Berlage er een extra verdieping op. Toen ook dat weer te klein was, werd er een nieuw kantoor gebouwd aan de Groenhovenstraat, hoek Raamweg, dat in 1927 werd geopend. Reeds in 1933 werd een forse uitbreiding aangebouwd aan de achterzijde. In de Tweede Wereldoorlog werd de vleugel aan de Raamweg op bevel van de Duitse bezetter voor een groot deel gesloopt om ruimte te maken voor het schootsveld van een in de tuin geplaatst geschut, als onderdeel van de Atlantikwall. Eind jaren veertig werd het gesloopte deel herbouwd. In de jaren vijftig werd het totale gebouw met een verdieping verhoogd, op tekening van Berlage. De vloeroppervlakte beslaat nu circa 14.000 m2. Het kantoor werd door Nationale-Nederlanden gebruikt tot 1995. Na een grondige renovatie trok in 2000 telefoonprovider Orange voor tien jaar in het complex. Bijzonder was onder meer dat dit gebouw in 1927 al een parkeergarage had. 
Mede dankzij De Nederlanden kon Berlage uitgroeien tot de eerste moderne architect van Nederland. De kantoren voor De Nederlanden vormen de prelude voor zijn Koopmansbeurs, de Beurs van Berlage.

### Na 1900

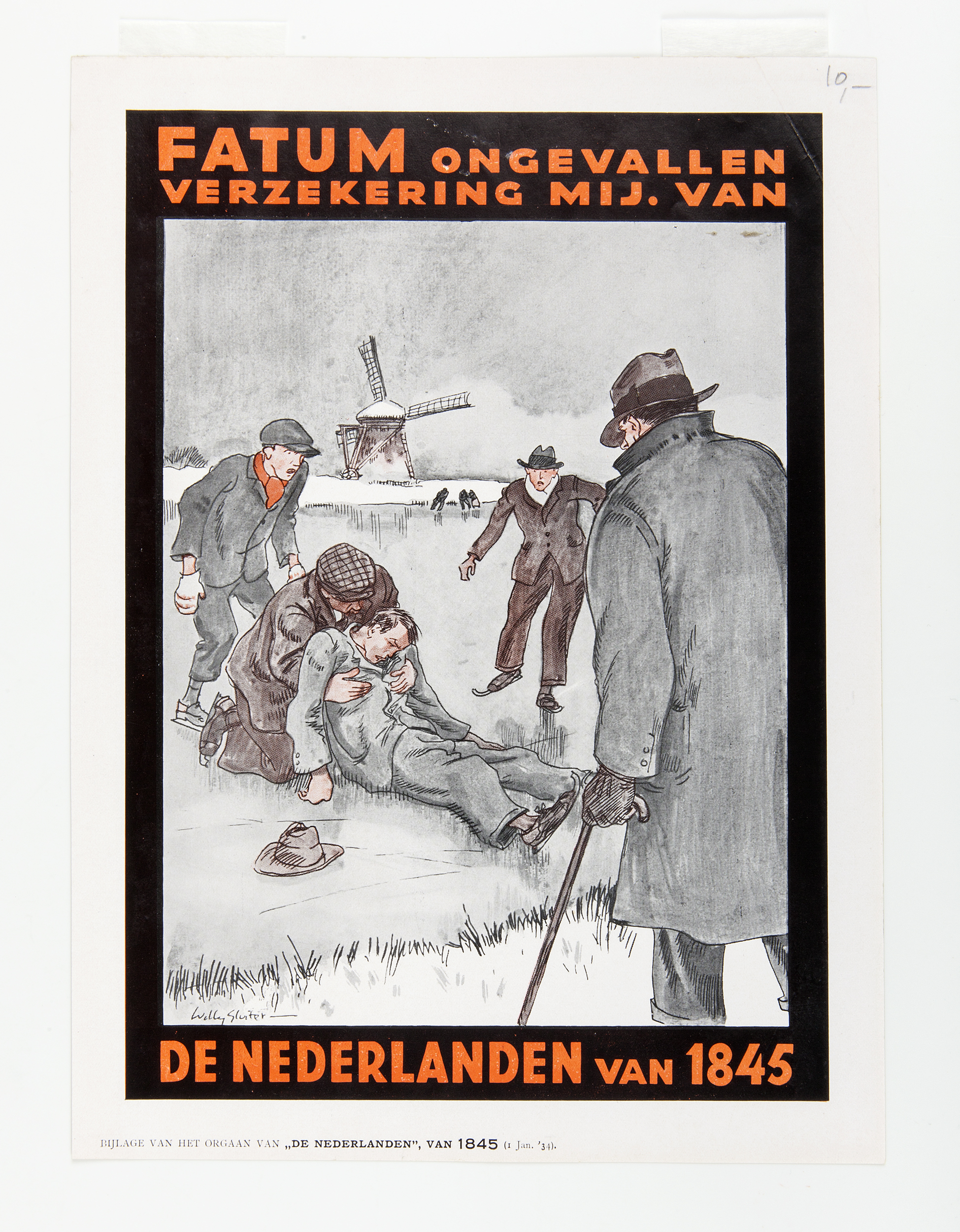
Affiche uit 1934

De Nederlanden richtte zich in deze jaren op expansie aan de ene kant door uitbreiding van het aantal klanten, maar aan de andere kant ook door het uitbreiden van het aantal verzekeringsproducten.
In 1903 betrad de maatschappij een nieuw terrein, dat van de levensverzekeringen. Deze tak werd na het uitbreken van de Eerste Wereldoorlog wel in een aparte maatschappij ondergebracht. Met de overname van Labor (bedrijfsverzekeringen), Fatum (ongevallenverzekeringen) en de Binnenlandse Vaart Risico Sociëteit (transportverzekeringen) kon de Nederlanden stellen dat ze alle verzekeringen aanbood (wat voor de marketing dan ook uitgebreid gedaan werd).
In de crisistijd liep het minder goed met het bedrijf, de premie-inkomsten vielen voor een deel weg. Maar aan het eind van de jaren dertig werd de weg omhoog weer gevonden. In 1938 vond de eerste buitenlandse acquisitie plaats: in België werd de Vaderlandsche overgenomen.

### Na 1940
De Tweede Wereldoorlog maakte het moeilijk door te werken. In eerste instantie werd de vestiging in Nederlands-Indië tot tijdelijk hoofdkantoor bestempeld, maar na de Japanse inval aldaar werd het hoofdkantoor verplaatst naar Curaçao. De zaken in Engeland, Amerika en Zuid-Afrika werden van hieruit voortgezet.
Na de oorlog volgde de snelle economische groei van Nederland, wat ook uitmondde in een groei van het verzekeringsbedrijf. De vestiging in Indonesië werd na de verzelfstandiging van de kolonie genationaliseerd, de Nederlanden zag echter in Canada (met zijn toestroom van Nederlandse emigranten) een interessante nieuwe markt. De Nederlanden nam daar een aantal lokale bedrijven over en groeide ook in Canada snel.
In 1960 was de Nederlanden gegroeid tot de grootste schadeverzekeraar in Nederland en op een na de grootste levensverzekeraar. In 1962 werd besloten met de Nationale Levensverzekering-Bank samen te gaan, waardoor Nationale-Nederlanden ontstond.

### Trivia
In 1945 werd door de maatschappij ter gelegenheid van het honderdjarig bestaan het 1845-spel uitgegeven, een bordspel gebaseerd op verzekeringen.